# アムステルダム南駅
アムステルダム南駅（アムステルダムみなみえき、Station Amsterdam Zuid スタシオン・アムステルダム・ザウト）はオランダのアムステルダム市街地南部の南アムステル地区（Zuideramstel）にあるオランダ鉄道（NS）の駅。また隣接するアムステルダム市営交通会社（GVB）の南駅（Station Zuid）を含めた駅のこと。

## 乗入路線

### オランダ鉄道（NS）
スキポール、ライデン行き
- 普通 Stoptrein（1時間に8本）

ヴェースプ、レリスタッド、アペルドールン、ユトレヒト、アイントホーフェン方面
- Intercity（1時間に4本）、Sprinter（1時間に2本）、普通 Stoptrein（1時間に3本）

### アムステルダム市営交通会社（GVB）
- メトロ50号線 環状線（Isolatorweg ～ アムステルダム・レリラーン駅 ～ RAI ～ Gein）
- メトロ51号線（アムステルダム中央駅 ～ Westwijk）
- メトロ52号線
- トラム5系統（アムステルダム中央駅 ～ アムステルフェーン ビネンホフ）

## 駅構造
NSは島式2面4線のホームを持つ高架駅、GVBは島式2面3線のホームを持つ高架駅。切符売り場や売店などがあるメインコンコースは高架下の地上部にあり、一体となっている。なお、オランダの他の駅と同じく、改札口は存在しない。

### 駅施設
- 窓口（切符予約・販売、サービス窓口）NS-service en verkooppunt
- 自動券売機 Kaartautomaten
- エスカレータ及びエレベータ
- 売店（AKO, Etosなど）、ファストフード店（バーガーキング）

## 駅周辺
アムステルダムに隣接するアムステルフェーンにとっては、最寄のオランダ鉄道の駅である。
- World Trade Center（オフィス）
- 環状高速道路（Ring）A10
- アムステルダム自由大学 VU University Amsterdam
- アムステルダムセ・ボス（Amsterdamse Bos）

## 歴史
1978年に開業。2006年にアムステルダム南WTC駅（Amsterdam Zuid WTC）より名称変更した。また、この年にはNSが従前1面2線だった駅構造を、2面4線に拡張した。2008年5月1日には、トラムの駅が従前のメトロ駅に挟まれた停留所から、WTCビルの北側の道路へ移転した（同時に、NS駅の西側出口の高架下にも停留所を設けた）。

## 隣の駅
ヴェースプ方面
- アムステルダムRAI駅 Amsterdam RAI

ロッテルダム方面
- スキポール空港駅 Schiphol Airport